# Maria Tapó

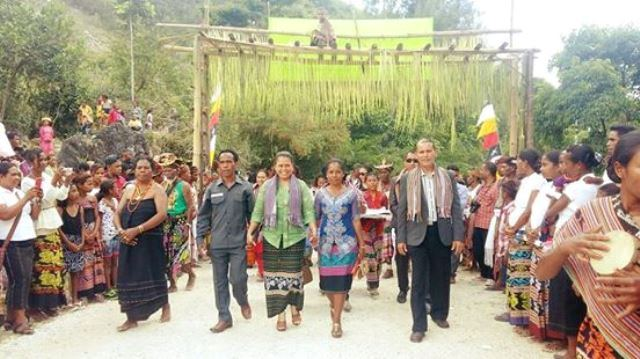
Gedenkveranstaltung für Maria in Tapo (2016)

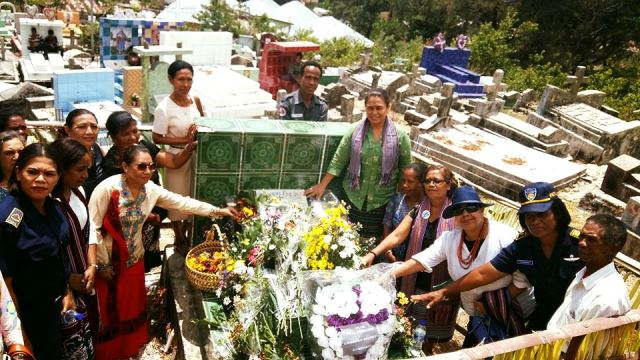
Grab von Maria Tapó (2016)

Maria Tapó (* in Tapo, Bobonaro, Portugiesisch-Timor; † 3. November 1975 ebenda) war eine osttimoresische Unabhängigkeitskämpferin. Sie starb an der Seite ihres Lebensgefährten Siga Mau bei der Verteidigung ihres Heimatdorfes gegen indonesische Soldaten, die in der Zeit mit der Operation Flamboyan versuchten, die Grenzgebiete Osttimors zu besetzen. Siga Maun hielt an der Kampflinie gerade Wache, als Tapó im Unterschlupf etwas aß. In dem Moment griffen die Indonesier an und Siga Maun wurde erschossen. Tapó ergriff daraufhin das Gewehr und schoss auf den Feind. Im Feuergefecht kam sie dann ebenfalls ums Leben. Tapó gilt als die erste weibliche Kämpferin, die in dem Konflikt, der bis 1999 andauerte ums Leben kam. Das Zentralkomitee der FRETILIN (CCF) erklärte zu ihrem Tode:

„As Mulheres de Tapo não rendemos, nem renderemos, lutaremos até a nossa última gota de sangue.“

„Die Frauen von Tapo geben nicht auf, noch werden wir aufgeben, wir werden bis zum letzten Blutstropfen kämpfen.“

Zu ihren Ehren wurde der Nationale Tag der Frau auf ihren Todestag festgelegt. Auch das Frauenhaus in Maliana, in dem Frauen Schutz vor häuslicher Gewalt finden ist nach ihr benannt (tetum Uma Mahon Maria Tapo).
Tapó war Mitglied der Partei FRETILIN und ihrer Frauenorganisation OPMT (Organização Popular de Mulheres Timorense). Sie stammte aus einfachen Verhältnissen und war Analphabetin.